# Francisco Gutierrez de Aguera
Francisco Gutierrez de Aguera – hiszpański dyplomata, poseł ambasady królestwa Hiszpanii w Warszawie, w latach 20. XX wieku, wieloletni urzędnik ministerstwa spraw zagranicznych, przed 1914 r., przebywał na placówka w Konstantynopolu, Wiedniu i Hadze, gdzie pełnił funkcję generalnego konsula Hiszpanii, oraz Petersburgu, gdzie sprawował godność ambasadora.